# Niphona subobscura
Niphona subobscura là một loài bọ cánh cứng trong họ Cerambycidae.